# Iso (Grecia)
Iso (en griego, Ίσος) es el nombre de una antigua ciudad griega de Beocia.
No aparece en el catálogo de las naves de la Ilíada pero Estrabón señala que algunos creían que debía aparecer en lugar de Nisa en el verso 508 del libro II. El geógrafo ubica los restos de la ciudad cerca de Antedón. Se suele localizar en una pequeña colina a 7 km de Antedón, a mitad del camino entre Antedón y Calcis, frente a una pequeña isla, en un lugar donde antes se creía que estaba Salganeo.